# Vidua interjecta
Vidua interjecta (лат.) — вид птиц из семейства вдовушковых. Подвидов не выделяют.

## Распространение
Обитают в Бенине, Камеруне, ЦАР, Чаде, Демократической Республике Конго, Эфиопии, Гане, Гвинее, Либерии, Мали, Нигерии, Судане и Того.

## Описание
Длина тела 13—14 см (самца в брачный период — 38—40 см за счет длинного хвоста из перьев, который появляется у него в это время). Масса 20—21 г. У самца в брачном наряде большая часть головы чёрная, задняя часть шеи коричневато-красная, верхние части тела и горло чёрные.

## Биология
Имитируют голос и звуки Pytilia phoenicoptera. Питаются мелкими семенами трав, которые подбирают с земли. В Гвинее и Сьерра-Леоне питаются культивируемым в этих странах растением Digitaria exilis.
МСОП присвоил виду охранный статус LC.